# العلاقات الباكستانية البليزية
العلاقات الباكستانية البليزية هي العلاقات الثنائية التي تجمع بين باكستان وبليز.

## مقارنة بين البلدين
هذه مقارنة عامة ومرجعية للدولتين:
| وجه المقارنة                                              | باكستان                     | بليز         |
| --------------------------------------------------------- | --------------------------- | ------------ |
| المساحة (كم2)                                             | 881.91 ألف                  | 22.97 ألف    |
| عدد السكان (نسمة)                                         | 197.02 مليون                | 374.68 ألف   |
| الكثافة السكانية (ن./كم²)                                 | 223.4                       | 16.31        |
| العاصمة                                                   | إسلام آباد                  | بلموبان      |
| اللغة الرسمية                                             | لغة إنجليزية، اللغة الأردية | لغة إنجليزية |
| العملة                                                    | روبية باكستانية             | دولار بليزي  |
| الناتج المحلي الإجمالي (بليون دولار)                      | 304.95 مليار                | 1.84 مليار   |
| الناتج المحلي الإجمالي (تعادل القوة الشرائية) بليون دولار | 946.67 مليار                | 3.05 مليار   |
| الناتج المحلي الإجمالي الاسمي للفرد دولار أمريكي          | 1.43 ألف                    | 4.88 ألف     |
| الناتج المحلي الإجمالي للفرد دولار أمريكي                 | 4.81 ألف                    | 8.42 ألف     |
| مؤشر التنمية البشرية                                      | 0.538                       | 0.715        |
| رمز المكالمات الدولي                                      | +92                         | +501         |
| رمز الإنترنت                                              | .pk                         | .bz          |
| المنطقة الزمنية                                           | ت ع م+05:00                 | 00           |

## منظمات دولية مشتركة
يشترك البلدان في عضوية مجموعة من المنظمات الدولية، منها:
| علم المنظمة | اسم المنظمة                        | تاريخ انضمام باكستان | تاريخ انضمام بليز |
| ----------- | ---------------------------------- | -------------------- | ----------------- |
|             | وكالة ضمان الاستثمار متعدد الأطراف | 12 أبريل 1988        | 29 يونيو 1992     |
|             | منظمة الشرطة الجنائية الدولية      | ?                    | ?                 |
|             | منظمة حظر الأسلحة الكيميائية       | ?                    | ?                 |
|             | منظمة التجارة العالمية             | ?                    | ?                 |
|             | الفريق المعني برصد الأرض           | ?                    | ?                 |
|             | الأمم المتحدة                      | 30 سبتمبر 1947       | 25 سبتمبر 1981    |
|             | دول الكومنولث                      | ?                    | ?                 |
|             | مؤسسة التمويل الدولية              | 20 يوليو 1956        | 19 مارس 1982      |
|             | يونسكو                             | 14 سبتمبر 1949       | 10 مايو 1982      |
|             | البنك الدولي للإنشاء والتعمير      | 11 يوليو 1950        | 19 مارس 1982      |
|             | الاتحاد البريدي العالمي            | ?                    | ?                 |
|             | الاتحاد الدولي للاتصالات           | 26 أغسطس 1947        | 16 ديسمبر 1981    |

## وصلات خارجية
- موقع وزارة الخارجية الباكستانية
- موقع وزارة الخارجية البليزية